# E. B. Wegener
E. B. Wegener (Lebensdaten unbekannt) war ein deutscher Fußballspieler.

## Karriere
Wegener, Mittelfeldspieler des SC Schlesien Breslau, bestritt in den vom Verband Breslauer Ballspiel-Vereine organisierten Meisterschaften Punktspiele.
Während seiner Vereinszugehörigkeit gewann er zweimal den Titel des Breslauer Meisters. Von fünf Vereinen setzte er sich mit seiner Mannschaft nach Hin- und Rückspielen ungeschlagen und mit drei Punkten vor dem SV Blitz Breslau durch, in der Folgesaison von sechs Vereinen mit zwei Punkten vor dem FC Breslau 98. Infolgedessen war seine Mannschaft an den Endrunden um die Deutsche Meisterschaft vertreten. Sein Debüt gab er am 9. April 1905 beim 5:1-Erstrundensieg über den SC Alemannia Cottbus. Sein zweites Endrundenspiel wurde am 29. April 1906 gegen den BFC Hertha 92 mit 0:7 deutlich verloren.
Mit dem am 18. März 1906 gemeinsam mit dem Verband Niederlausitzer Ballspiel-Vereine gegründeten Südostdeutschen Fußball-Verband kam er in der Saison 1906/07 in der 1. Klasse der Bezirksklasse Breslau, eine von seinerzeit vier Bezirksklassen, zum Einsatz. Als Meister aus dieser mit drei Punkten auf den FC Breslau 98 hervorgegangen, nahm er infolgedessen auch an der sich anschließenden und im K.-o.-System ausgetragenen Endrunde um die Südostdeutsche Meisterschaft teil. Mit Freilos ins Finale eingerückt, wurde am 31. März 1907 der TuFC Britannia Cottbus mit 2:1 bezwungen.
Damit war sein Verein das dritte Mal in Folge in der Endrunde um die Deutsche Meisterschaft vertreten; doch auch das Auftaktspiel am 21. April 1907 im Viertelfinale gegen den BTuFC Viktoria 89 wurde mit 1:2 knapp verloren; sein Anschlusstor in der 78. Minute kam zu spät.

## Erfolge
- Teilnehmer an der Ausscheidungsrunde um die Deutsche Meisterschaft 1905, 1906, 1907
- Südostdeutscher Meister 1907
- Breslauer Meister 1905, 1906, 1907